# Landtagswahlkreis Euskirchen I
Der Landtagswahlkreis Euskirchen I ist ein Landtagswahlkreis in Nordrhein-Westfalen. Er umfasst mit Bad Münstereifel, Blankenheim, Euskirchen, Kall, Mechernich, Nettersheim und Zülpich sieben von elf Gemeinden des Kreises Euskirchen.
Den aktuellen Zuschnitt erhielt der Wahlkreis zur Landtagswahl 2022. Die bis dahin zum Wahlkreis gehörende Gemeinde Weilerswist wechselte in den Landtagswahlkreis Rhein-Sieg-Kreis III – Euskirchen III. Zudem wurde Dahlem an den Landtagswahlkreis Düren II – Euskirchen II abgegeben, während Kall von diesem zum Wahlkreis Euskirchen I wechselte. Vor der Landtagswahl 2017 waren die beiden Gemeinden schon einmal ausgetauscht worden, Kall gehörte also bereits bis zur Wahl 2012 zum Wahlkreis.
Der Wahlkreis wurde zur Landtagswahl 2005 neu eingerichtet. Er ging aus dem Wahlkreis Euskirchen II hervor, wie er zur Landtagswahl 2000 errichtet worden war (Euskirchen, Kall, Mechernich, Weilerswist, Zülpich). Die anderen Gemeinden gehörten dem Wahlkreis Kreis Aachen III - Euskirchen I an. Von 1980 bis 1995 umfasste Euskirchen II die Gemeinden Bad Münstereifel, Blankenheim, Dahlem, Euskirchen, Hellenthal, Kall, Mechernich, Nettersheim und Schleiden sowie ab 1990 einen Teil von Zülpich. Weilerswist und (der andere Teil von) Zülpich gehörten zum Wahlkreis Erftkreis III - Euskirchen I.

## Landtagswahl 2022
| Direktkandidat  | Partei   | Erststimmen in % | Zweitstimmen in % |
| --------------- | -------- | ---------------- | ----------------- |
| Klaus Voussem   | CDU      | 40,3             | 42,0              |
| Thilo Waasem    | SPD      | 27,9             | 22,8              |
| Frederik Schorn | FDP      | 6,6              | 6,6               |
| Frank Poll      | AfD      | 7,6              | 7,1               |
| Thomas Keßeler  | GRÜNE    | 14,6             | 13,7              |
| Thomas Bell     | LINKE    | 2,2              | 1,7               |
| Marco Limberg   | Volt     | 0,8              | 0,7               |
| -               | Sonstige | -                | 6,1               |

## Landtagswahl 2017
| Direktkandidat    | Partei   | Erststimmen in % | Zweitstimmen in % |
| ----------------- | -------- | ---------------- | ----------------- |
| Markus Ramers     | SPD      | 33,5             | 27,0              |
| Klaus Voussem     | CDU      | 41,5             | 38,6              |
| Maria Sigel-Wings | GRÜNE    | 4,6              | 5,1               |
| Frederik Schorn   | FDP      | 10,0             | 13,8              |
| -                 | PIRATEN  | -                | 0,8               |
| Thomas Bell       | LINKE    | 4,1              | 3,7               |
| Bernd Lübke       | AfD      | 6,4              | 8,0               |
| -                 | Sonstige | -                | 3,1               |

## Landtagswahl 2012
| Direktkandidat  | Partei       | Erststimmen in % | Zweitstimmen in % |
| --------------- | ------------ | ---------------- | ----------------- |
| Klaus Voussem   | CDU          | 35,8             | 31,3              |
| Uwe Schmitz     | SPD          | 33,6             | 32,2              |
| Ingo Wolf       | FDP          | 9,2              | 11,0              |
| Angela Kalnins  | GRÜNE        | 8,4              | 9,2               |
| Thomas Bell     | LINKE        | 2,4              | 2,2               |
| Thomas Winzberg | PIRATEN      | 9,4              | 9,3               |
| Martin Plützer  | FREIE WÄHLER | 1,2              | 0,7               |
| -               | Sonstige     | -                | 4,0               |

## Landtagswahl 2010
| Direktkandidat | Partei   | Erststimmen in % | Zweitstimmen in % |
| -------------- | -------- | ---------------- | ----------------- |
| Klaus Voussem  | CDU      | 40,3             | 39,4              |
| Uwe Schmitz    | SPD      | 30,5             | 26,1              |
| Ingo Wolf      | FDP      | 12,7             | 11,4              |
| Angela Kalnins | GRÜNE    | 9,2              | 11,0              |
| Thomas Bell    | LINKE    | 5,7              | 5,4               |
| René Rothanns  | NPD      | 1,7              | 1,1               |
| -              | Sonstige | -                | 5,5               |

## Landtagswahl 2005
| Direktkandidat     | Partei | Stimmen in % |
| ------------------ | ------ | ------------ |
| Clemens Pick       | CDU    | 53,1         |
| Andreas Schulte    | SPD    | 27,2         |
| Ingo Wolf          | FDP    | 9,7          |
| Angela Kalnins     | GRÜNE  | 5,2          |
| Rainer Gansert     | WASG   | 2,1          |
| Ralf Goertz        | REP    | 1,2          |
| Eva Hengesbach     | PDS    | 1,1          |
| Sonja Wollschläger | ödp    | 0,3          |

Clemens Pick schaffte den direkten Einzug in den Landtag, Ingo Wolf zog über die Landesliste der FDP ein.

## Landtagswahl 2000
Die Ergebnisse beziehen sich auf den Wahlkreis Euskirchen II.
| Direktkandidat     | Partei | Stimmen in % |
| ------------------ | ------ | ------------ |
| Urban-Josef Jülich | CDU    | 43,7         |
| Oliver Seeck       | SPD    | 38,1         |
| Ingo Wolf          | FDP    | 11,7         |
| Volker Hoffmann    | GRÜNE  | 5,2          |
| Harald Niemeyer    | REP    | 1,4          |

Für die Ergebnisse in Kreis Aachen III - Euskirchen I siehe hier.